# Ernyei Frigyes
Ernyei Frigyes (Budapest, Terézváros, 1904. október 27. – 1944. november 15.) technikai és természettudományi szakíró, újságíró.

## Életpályája
Ernyei Ignác (1863–1921) kereskedő és Braun Berta fiaként született. 1923-ban a Budapesti Evangélikus Gimnáziumban érettségizett. Főleg a rádió-, repülő- és autótechnika szakkérdéseivel foglalkozott. Az Autó és Motorújság főmunkatársa volt, de emellett számos más újságban (Az élet útmutatója, a Tolnai új világlapja, Rádió Élet stb.) jelentek meg cikkei. Az űrhajózás gondolatának megszállottja volt. Közleményeiben főleg Hermann Oberth magyarországi cikkei és művei nyomán ismertette az asztronautika elméleti alapjait. A Gutenberg nagy lexikon szerkesztőbizottságának tagja volt. A Sajtó című sajtóügyi tudományos folyóiratban megjelent sorozatos tanulmányaiban az újságírás és a technika kapcsolatáról értekezett. A világháború idején elfogadott sajtótörvény következtében nem írhatott többé. A holokauszt áldozata lett.

## Művei (válogatás)
- A rádió: mi a drótnélküli telefon. (Budapest, 1924)
- Palásti László–Ernyei Frigyes: Aeropolis. Regény a közeljövőből; Légrády, Budapest, 1928
- A rádió ábécéje: detektoros készülékek építése. (Budapest, 1929)
- Gólem és Robot (A Pesti Hírlap Nagy Naptára, 1935, 45.)
- A technika és ipar csodái (Az élet útmutatója, 1937)
- Egy világraszóló találmány születése. Marconi élete és munkája. (A Pesti Hírlap Nagy Naptára, 1938, 48.)
- Kozmonautika (Tolnai új világlexikona)